# Оберемок Віра Климівна
Оберемок Віра Климівна (1 вересня 1945, с. Русалівка, Маньківський район Київської області (тепер — Черкаської області). — 4 вересня 2015, там само) — українська письменниця, журналістка, бібліотекарка, членкиня НСПУ (2012).

## Біографія
Віра Оберемок народилася 1 вересня 1945 року у селі Русалівка Маньківського району Київської області (тепер — Уманського району Черкаської області).
Вищу освіту здобула у Київському державному університеті імені Т. Г. Шевченка, який закінчила у 1967 році.
Була кореспонденткою районної та обласної газет, працювала у бібліотеках. У своїх статтях висвітлювала морально-етичні теми. Була керівницею літературною студією.
Є авторкою низки збірок для дітей («Їжакова сімейка», «Дівчинка і білочка»), книжок («Дві половинки серця», «Береги-обереги», «Скринька Віри», «Сердечний Рай»), а також писала новели, оповідання, казки для дітей, які публікувалися у всеукраїнських періодичних виданнях, а також в українських діаспорних виданнях в США, Канаді та Австралії.
У 2012 році вона стала членкинею Національної спілки письменників України.
Віра Оберемок померла 4 вересня 2015 року у рідному селі Русалівка на Черкащині.

## Творчий доробок
- «Їжакова сімейка» (Черкаси, 1993)
- «Дівчинка і білочка» (Черкаси, 2005)
- «Дві половинки серця» (Черкаси, 2006)
- «Береги-обереги» (Черкаси, 2013; у співавторстві)
- «Скринька Віри» (Черкаси, 2014)
- «Сердечний Рай» (Черкаси, 2014)